# Horemakhet
Horemakhet (Horus-dans-l'Horizon) est un fils du pharaon Chabaka, souverain qui prône le retour aux valeurs traditionnelles.

## Biographie
Fils du pharaon Chabaka et de la reine Mesbet, il est nommé par son père grand prêtre d'Amon à Thèbes, fonction nouvellement restaurée, et officie sous les règnes de Taharqa et de Tanoutamon. Les prédécesseurs immédiats de Horemakhet sont inconnus et il est possible que la charge de grand prêtre d'Amon ait été vacante pendant des décennies. En tout état de cause, ce titre autrefois puissant et influent avait depuis longtemps perdu de son importance au profit de celui d'Épouse du dieu Amon, une fonction qui, à l'époque de Horemakhet, était occupée par plusieurs de ses parentes, sa cousine Chepenoupet II et sa tante Amenardis Ire.
Horemakhet est principalement connu par une statue découverte dans la cachette du temple de Karnak, anciennement exposée au Musée égyptien du Caire (CG 42204 / JE 38580) et aujourd'hui au Musée nubien d'Assouan. Sur la statue, il est désigné comme
« Fils du roi Chabaka, justifié, qui l'aime »,
« unique confident du roi Taharqa, justifié »,
« directeur du palais du roi de Haute et Basse-Égypte Tanoutamon, qu'il vive éternellement ».
Dans cette inscription, le roi Chabataka - dont on suppose généralement qu'il a régné entre Chabaka et Taharqa - est totalement absent. En effet, cette inscription a été l'une des premières preuves à étayer le changement chronologique des années 2010 entre les règnes de Chabaka et de Chabataka, Chabataka régnant en premier et Chabaka lui succédant,.
Après sa mort, Horemakhet est remplacé par son fils Harkhebi, connu pour avoir été le grand prêtre d'Amon au moment de l'adoption de Nitocris Ire et plus tard, donc sous le règne du fondateur de la XXVIe dynastie, le pharaon Psammétique Ier.